# 小台灯
《小台灯》（英語：Luxo Jr.）是1986年皮克斯动画工作室成为独立电影制片厂之后出品的第一部电影。该片是一部電腦動畫短片，片长共计2.5分钟，证明新成立的公司也同样能制作出很不错的片子。片中跳动的小台灯成为皮克斯公司的标志。

## 技术和形象

小台灯在玩小球

片中有2个台灯（从Luxo牌台灯获得灵感），一个比另一个大一些（“年纪”大一点的叫Luxo）。 大台灯表情怪异地在看小台灯在玩一个橡皮球。从技术层面说，它展示了影子映射运用于模拟动画台灯灯光和影子的移动变化。所有模型的表面打光和上色都是通过计算呈现，每一部分都使用RenderMan表面渲染器shader（一组程序指令设置，驱动可编程的渲染管线来为图形或物体的表面进行渲染，开发者可以此来控制渲染过程）, 并不使用材质贴图。台灯上每个关节的运动和电线随着台灯的运动轨迹也是十分的自然。从电影层面说，影片讲述了一个很简单的而不失趣味的故事，流畅的表达了角色的个性。

## 意义
该片是艾德文·卡特姆和约翰·雷斯特离开ILM的计算分部后制作的第一部动画短片，也是约翰·拉萨特执导的处女作。约翰·拉萨特的目标本来是为一年一度的SIGGRAPH计算机展览制作一部动画短片，这个展览每年都要吸引成千上万的专业人士参加。为了赶工期，两个人加班加点的工作，约翰·拉萨特甚至拿了一个睡袋睡在他的桌子地下，以便第二天更早的开始工作。 拿到这个委托的傭金后，他们真的不计成败的为SIGGRAPH完成了这部短片。
|                                                                                             | Luxo Jr. sent shock waves through the entire industry – to all corners of computer and traditional animation. At that time, most traditional artists were afraid of the computer. They did not realize that the computer was merely a different tool in the artist's kit but instead perceived it as a type of automation that might endanger their jobs. Luckily, this attitude changed dramatically in the early '80s with the use of personal computers in the home. The release of our 'Luxo Jr.,' ... reinforced this opinion turnaround within the professional community. |
| ——艾德文·卡特姆，《计算机动画:全新的世界》(Computer Animation: A Whole New World)，1998年。 | |

## 其他

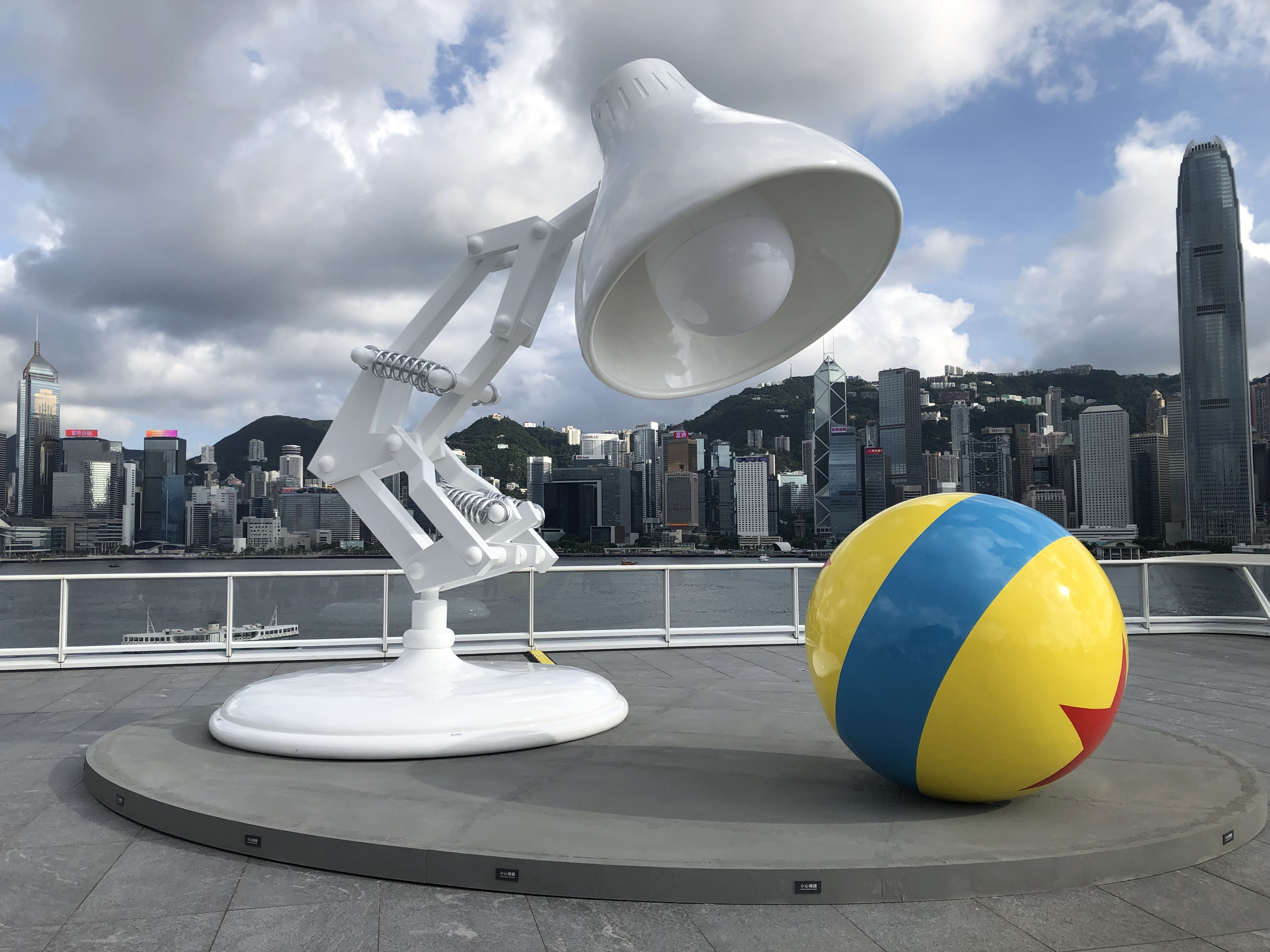
在香港作短暫戶外展示的《小洛素》模型

1986年该片奥斯卡最佳动画短片提名。该片是第一部获得奥斯卡提名的电脑特效影片。该片续集出现在《芝麻街》中。
小台灯后来成为皮克斯动画工作室的吉祥物，每一部皮克斯制作的短片或者电影长片开头都会有它出现。短片中小台灯跳上一个球，试着压扁它，之后球泄气就看不到了，小台灯抬起头来面向观众，只是在皮克斯的片头，小台灯跳上字母I（PIXAR），同时形似小写字母i。然後场景变暗，只剩下台灯的灯光，最后台灯也關灯，畫面全黑。
这部短片于1999年先于《玩具总动员2》上映。在《玩具总动员2》剧中，玩具们疯狂的改换频道寻找一则广告，当画面上出现小台灯时，玩具们停顿了一下，面面相觑，然后继续。